# 2011-es püspökladányi időközi választás
2011-ben két időközi választásra került sor Püspökladányban (Hajdú-Bihar megye 6. sz. választókerületben), miután Arnóth Sándor országgyűlési képviselő (Fidesz) autóbalesetben elhunyt az év márciusában. Az első választást június 5-én illetve június 19-én rendezték meg, ám az alacsony részvétel miatt mindkét forduló érvénytelen maradt (50% illetve 25% volt az érvényességi küszöb). 2011. október 2-án és október 16-án ismét megtartották a választást, a második fordulóban ezúttal már nem volt érvényességi küszöb a hatályos választási törvény alapján. A választást a Fidesz jelöltje, Bodó Sándor nyerte meg, így a parlament összetételében nem történt változás.
Az időközi országgyűlési választás első fordulójával (június 5.) egy napon polgármester-választást is tartottak Püspökladányban, ahol a Fidesz-politikusa, az addigi alpolgármester Dombi Imréné győzött 42%-os eredménnyel.

## Előzmények
Arnóth Sándor, Püspökladány polgármestere a 2010-es magyarországi országgyűlési választáson megnyerte körzetét (akkor Hajdú-Bihar megye 6. sz. választókerülete, azóta azonban a 2011. évi CCIII. törvény megszüntette a püspökladányi központú körzetet), így 2008-as lemondása után ismét mandátumot szerzett. Arnóth 2011. március 16-án autóbalesetben sofőrjével együtt elhunyt.

## Eredmények

### Első választás
Első forduló
Az időközi választás első fordulója (június 5.) az alacsony részvétel miatt érvénytelen lett. A névjegyzékben szereplő 40 428 választópolgár közül 11 390 ment el szavazni (28,17%), ebből 123 voks érvénytelen lett.
| A jelölt neve          | Jelölő szervezet(ek)            | Szavazat | Százalék |
| ---------------------- | ------------------------------- | -------- | -------- |
| Bodó Sándor            | Fidesz–KDNP                     | 5 971    | 53%      |
| Rigán István           | Jobbik Magyarországért Mozgalom | 3 089    | 27,42%   |
| Bangóné Borbély Ildikó | Magyar Szocialista Párt         | 1797     | 15,95%   |
| Kocsány József         | Lehet Más a Politika            | 410      | 3,64%    |

Második forduló
Az időközi választás második fordulója (június 19.) az alacsony részvétel miatt szintén érvénytelen lett. A névjegyzékben szereplő 40 429 választópolgár közül 9 353 ment el szavazni (23,13%), ebből 59 voks érvénytelen lett.
| A jelölt neve          | Jelölő szervezet(ek)            | Szavazat | Százalék |
| ---------------------- | ------------------------------- | -------- | -------- |
| Bodó Sándor            | Fidesz–KDNP                     | 5 676    | 61,07%   |
| Rigán István           | Jobbik Magyarországért Mozgalom | 2 314    | 24,9%    |
| Bangóné Borbély Ildikó | Magyar Szocialista Párt         | 958      | 10,31%   |
| Kocsány József         | Lehet Más a Politika            | 346      | 3,72%    |

A választás érvénytelensége miatt az Országos Választási Bizottság (OVB) egy újabb választást írt ki 2011. október 2. és 2011. október 16. időpontokkal.

### Második választás
Első forduló
A második időközi választás első fordulója (október 2.) az alacsony részvétel miatt érvénytelen lett. A névjegyzékben szereplő 40 468 választópolgár közül 8 517 ment el szavazni (21,05%), ebből 53 voks érvénytelen lett.
| A jelölt neve          | Jelölő szervezet(ek)            | Szavazat | Százalék |
| ---------------------- | ------------------------------- | -------- | -------- |
| Bodó Sándor            | Fidesz–KDNP                     | 4 119    | 48,66%   |
| Rigán István           | Jobbik Magyarországért Mozgalom | 2 484    | 29,35%   |
| Bangóné Borbély Ildikó | Magyar Szocialista Párt         | 1384     | 16,35%   |
| Galyas István          | Független jelölt                | 303      | 3,58%    |
| Bányász Róbert Sándor  | Szociális Unió                  | 174      | 2,06%    |

Második forduló
Galyas István független jelölt október 13-án visszalépett a megmérettetéstől.
A második időközi választás második fordulója (október 16.) érvényes lett, miután a hatályos jogszabály szerint érvényességi küszöböt nem határoztak meg. A névjegyzékben szereplő 40 479 választópolgár közül 8 088 ment el szavazni (19,98%), ebből 35 voks érvénytelen lett.
| A jelölt neve          | Jelölő szervezet(ek)            | Szavazat | Százalék |
| ---------------------- | ------------------------------- | -------- | -------- |
| Bodó Sándor            | Fidesz–KDNP                     | 4 139    | 51,4%    |
| Rigán István           | Jobbik Magyarországért Mozgalom | 2 675    | 33,22%   |
| Bangóné Borbély Ildikó | Magyar Szocialista Párt         | 1137     | 14,12%   |
| Bányász Róbert Sándor  | Szociális Unió                  | 102      | 1,27%    |

A választást Bodó Sándor nyerte meg, aki 2011. október 24-én tette le az esküt a parlament ülésnapján.